# Любовідз (Поморське воєводство)
Любовідз (пол. Lubowidz, нім. Luggewiese) — село в Польщі, у гміні Нова Весь-Лемборська Лемборського повіту Поморського воєводства.
Населення — 2313 осіб (2011).
У 1975-1998 роках село належало до Слупського воєводства.

## Демографія
Демографічна структура станом на 31 березня 2011 року:
|          | Загалом | Допрацездатний вік | Працездатний вік | Постпрацездатний вік |
| -------- | ------- | ------------------ | ---------------- | -------------------- |
| Чоловіки | 1166    | 274                | 814              | 78                   |
| Жінки    | 1147    | 262                | 728              | 157                  |
| Разом    | 2313    | 536                | 1542             | 235                  |